# Ulcs járás
Az Ulcs járás (oroszul Ульчский район) Oroszország egyik járása a Habarovszki határterületen. Székhelye Bogorodszkoje.

## Népesség
- 1989-ben 28 746 lakosa volt.
- 2002-ben 23 930 lakosa volt, melyből 2 028 ulcs (9,15%).
- 2010-ben 18 736 lakosa volt.